# When the Last Sword Is Drawn
Pour plus de détails, voir Fiche technique et Distribution.
When the Last Sword Is Drawn (壬生義士伝, Mibu gishi den) est un film japonais réalisé par Yōjirō Takita, sorti en 2002.

## Synopsis
Le destin croisé de deux samouraïs membres du Shinsen gumi : Saitō Hajime, tueur sans pitié, et Kan'ichiro Yoshimura, avide et émotif.

## Fiche technique
- Titre original : 壬生義士伝 (Mibu gishi den?)
- Titre international : When the Last Sword Is Drawn
- Réalisation : Yōjirō Takita
- Scénario : Takehiro Nakajima (ja), d'après le roman homonyme en deux volumes de Jirō Asada[1]
- Musique : Joe Hisaishi
- Photographie : Takeshi Hamada (ja)
- Montage : Isao Tomita et Nobuko Tomita (ja)
- Direction artistique : Kyōko Heya (ja)
- Éclairages : Tatsuya Osada (ja)
- Son : Osamu Onodera (ja)
- Production : Nozomi Enoki et Hideji Miyajima
- Société de production : TV Tokyo, Television Osaka, Dentsu Music and Entertainment, Eisei Gekijo, Culture Publishers et Shōchiku
- Société de distribution : Shōchiku (Japon)
- Pays d'origine :  Japon
- Langue originale : japonais
- Format : couleur - 1,66:1
- Genre : Drame et historique
- Durée : 137 minutes[2]
- Dates de sortie : 
  - Japon : 4 novembre 2002 (festival international du film de Tokyo) - 18 janvier 2003[2],[3] (sortie en salles)

## Distribution
- Kiichi Nakai : Kan'ichiro Yoshimura
- Kōichi Satō : Hajime Saitō
- Yui Natsukawa : Shizu / Mitsu
- Takehiro Murata (ja) : Chiaki Ono
- Miki Nakatani : Nui
- Yūji Miyake (ja) : Jiroemon Ono
- Yoshinori Hiruma (ja) : Shinpachi Nagakura
- Keisuke Horibe (ja) : Yasunoshin Shinohara
- Atsushi Itō (en) : Chiaki Ono jeune
- Hideaki Itō : Yoshinobu Tokugawa
- Ryō Kase : Shūhei Kondō
- Momo Nakayama : Mitsu Yoshimura jeune
- Eugene Nomura (ja) : Toshizō Hijikata
- Ayumu Saitō (en) : Kashitarō Itō
- Masato Sakai : Sōji Okita
- Sansei Shiomi (en) : Isami Kondō
- Kōji Tsukamoto : Sonoyama
- Sora Tōma (ja) : Kaichirō Yoshimura
- Tatsuo Yamada : Sasuke
- Masayoshi Haneda
- Dai Watanabe (ja)
- Akihiro Ōishi

## Distinctions
Sauf indication contraire, les informations mentionnées dans cette section peuvent être confirmées par la base de données cinématographiques IMDb,  présente dans la section « Liens externes ».

### Récompenses
- 2003 : Nikkan Sports Film Award du meilleur acteur pour Kiichi Nakai
- 2004 : prix du meilleur film, du meilleur acteur pour Kiichi Nakai et du meilleur acteur dans un second rôle pour Kōichi Satō aux Japan Academy Prize[4]

### Sélections
- 2004 : prix du meilleur réalisateur pour Yōjirō Takita, du meilleur acteur dans un second rôle pour Yūji Miyake, de la meilleure actrice dans un second rôle pour Miki Nakatani, de la meilleure photographie pour Takeshi Hamada (ja), des meilleurs éclairages pour Tatsuya Osada (ja), du meilleur montage pour Isao Tomita et Nobuko Tomita (ja), de la meilleure direction artistique pour Kyōko Heya (ja) ainsi que du meilleur son pour Osamu Onodera (ja) aux Japan Academy Prize[4]